# Pinus montezumae
Pinus montezumae är en tallväxtart som beskrevs av Aylmer Bourke Lambert. Pinus montezumae ingår i släktet tallar, och familjen tallväxter. IUCN kategoriserar arten globalt som livskraftig.

## Underarter
Arten delas in i följande underarter:
- P. m. gordoniana
- P. m. montezumae

## Bildgalleri

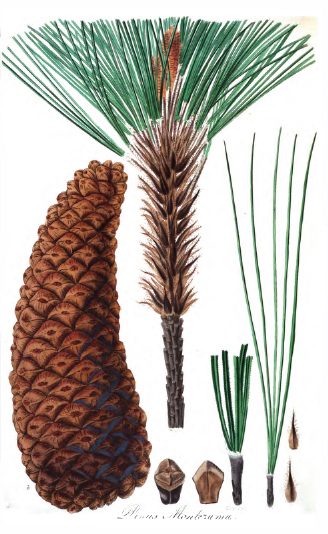
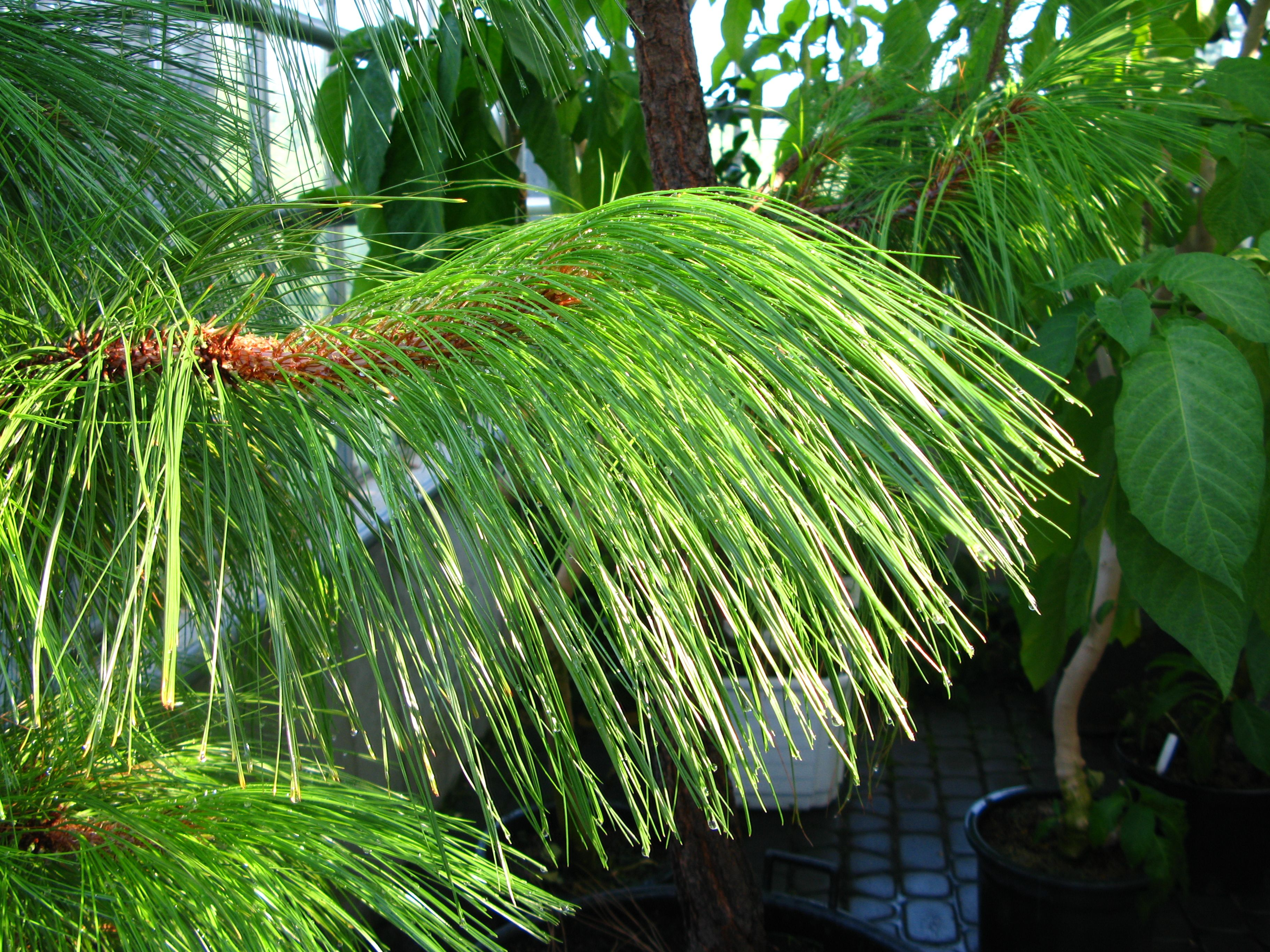
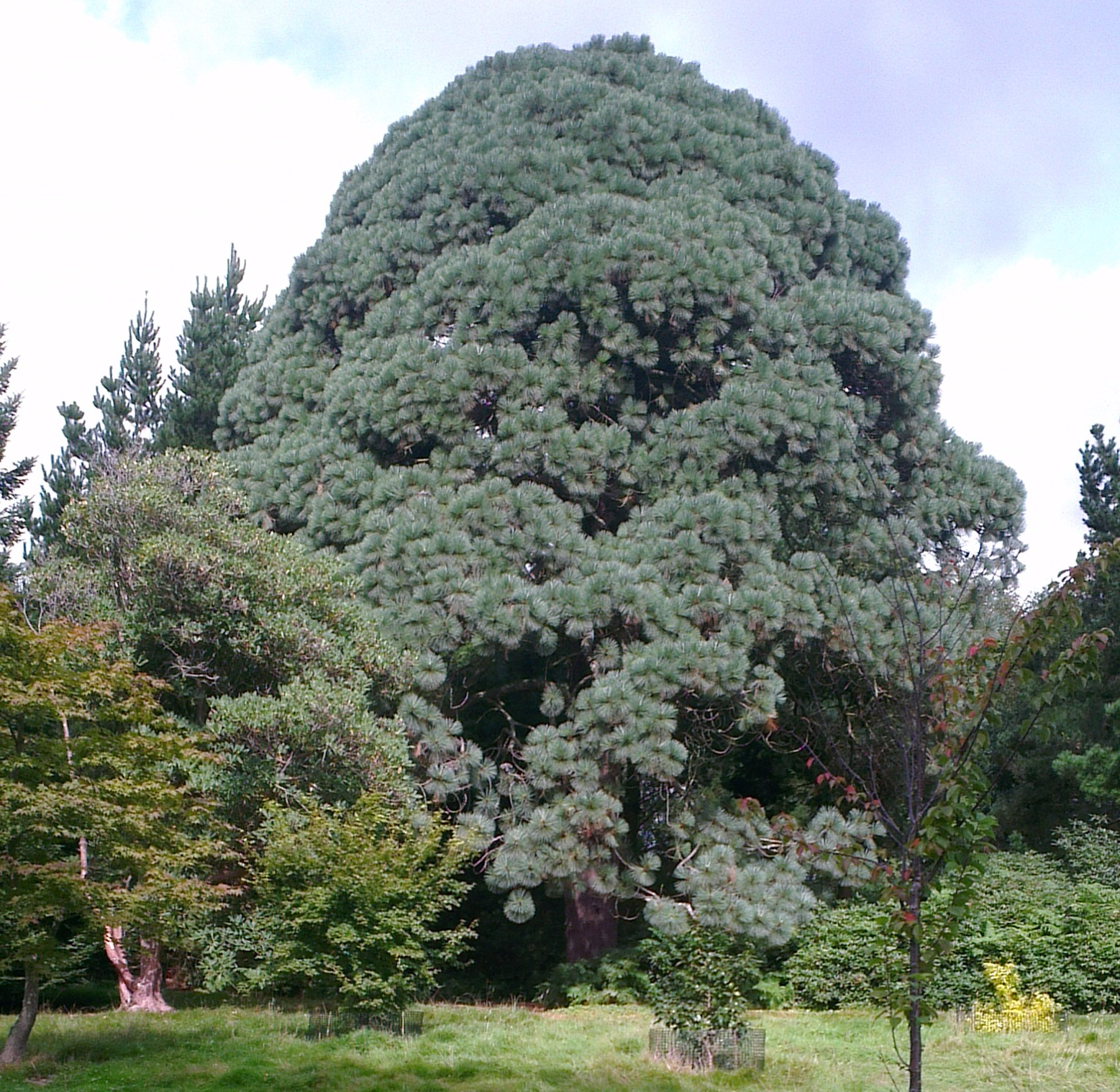
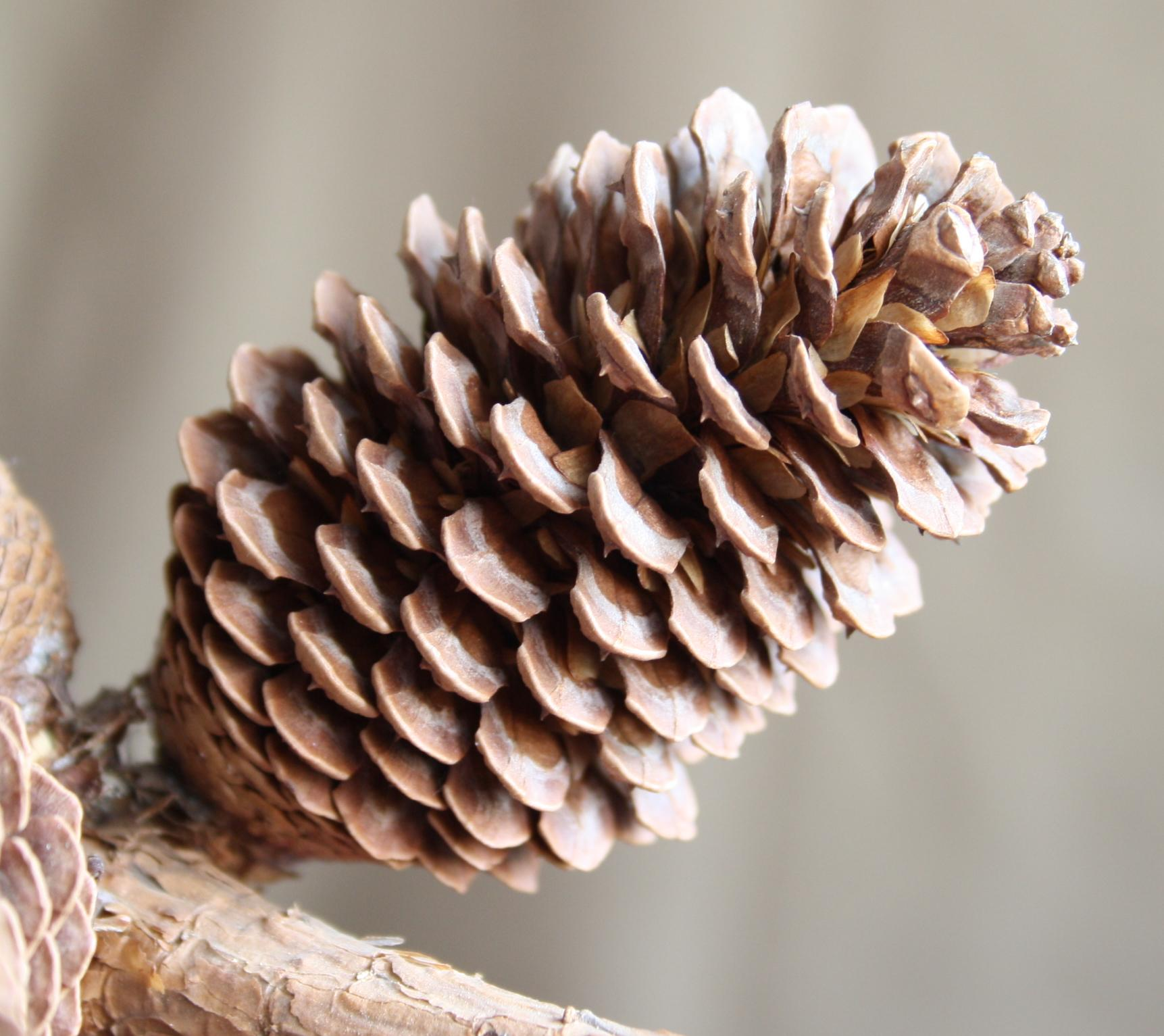
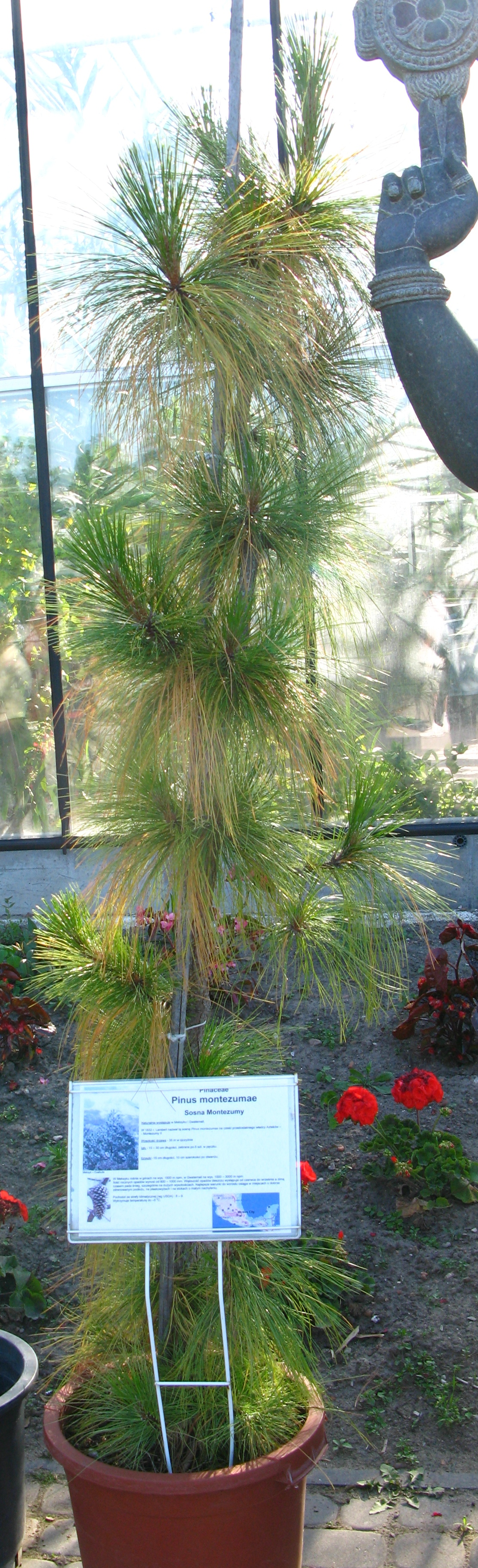
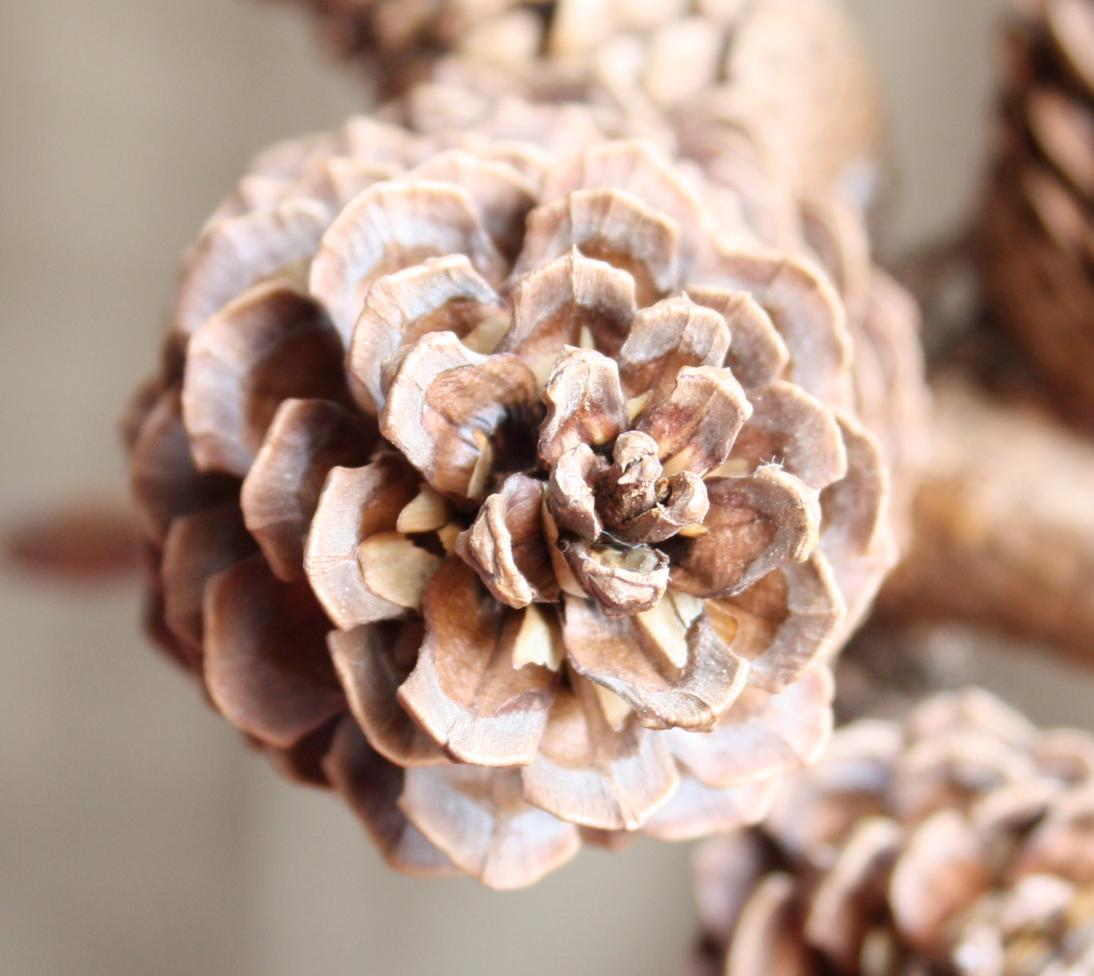